# 폴아웃 (비디오 게임)
《폴아웃》(Fallout→낙진)은 인터플레이에서 출시한 턴제 롤플레잉 게임이다. 핵전쟁 이후의 세계를 배경으로 하고 있으며, 높은 자유도로 주목을 받았다. 미국의 PC Gamer, Computer Gaming World, Online Gaming Review에서 1997년 최고의 롤플레잉 게임으로 선정되었다. 초대와 2, 택틱스는 인터플레이가 맡았지만, 폴아웃 3부터는 엘더 스크롤 시리즈로 유명한 베데스다 소프트웍스가 맡았으며 장르도 표준 롤플레잉이 아닌 FPSRPG로 바뀌었다.

## 특징
세밀한 캐릭터 제작 방식을 통해 다양한 성향의 캐릭터를 제작할 수 있다. 플레이어의 행동에 따라 수많은 결과가 존재하는 높은 자유도를 지니고 있으며, 플레이어의 선택에 따라 한 가지 이벤트도 여러 가지 방법으로 해결할 수 있다. 원한다면 대부분의 상황을 평화적으로 대화를 통해서만 풀어갈 수도 있으며, 그 반대도 가능하다.

## 배경
핵전쟁 이후의 미국을 배경으로 게임이 진행되며, 전체적으로 암울한 미래 세계를 그리고 있다.
2077년에 자원의 고갈로 인해 일어난 제3차 세계 대전. 발사된 핵미사일들은 약 2시간 만에 지구의 대부분을 파괴해 버리고 세계를 방사능으로 뒤덮는다. 그러나 미리 외부와 차단된, 생존에 필요한 시설들이 갖추어진 방공호 "볼트(Vault)"에 피신한 사람들은 그 안에서 수십년의 세월을 보낸다. 그 수많은 볼트들 중 하나인 볼트 13은 70여년 간 내부의 거주자들이 밖으로 나가는 것을 허용하지 않았다. 하지만 주민들의 생존에 필수적인 워터칩이 고장나자 볼트의 관리자인 "오버시어(Overseer)"는 주인공(플레이어)에게 볼트 밖으로 나가 워터칩을 구해올 것을 부탁한다. 주인공은 새로운 워터칩을 찾아서 70여 년 만에 외부 세계로 출발할 대원으로 선발되어 핵전쟁 이후의 외부세계로 출발하게 된다. (이는 폴아웃1의 줄거리이다.)

## 연표
- 1969년 : 미국이 13개의 연방으로 나누어 지게 된다. 성조기의 형태는 13개의 별이 둥그렇게 놓여져 있고, 가운데의 별로 그려지게 된다

- 2002년 : 웨스트-택-연구소가 설립 하게 되었다.

- 2051년 : 세계적으로 자원 고갈 위기가 수면 위로 떠오르자 미합중국은 멕시코에 정치적, 경제적 압력을 가하며 멕시코의 자원을 빼앗으려 했다. 결국에는 멕시코를 장악하게 된다.

- 2052년 : 텍사스의 유전 고갈을 다룬 다큐멘터리가 방영된 이후, 일반인들에게 에너지 고갈 문제에 대한 위기감을 불러 일으켰다. 그리고 "뉴 플레이그"라는 전염병이 발생 하여, 수 백만의 사상자가 발생 하게 된다. 미국은 국경을 패쇄하고, 최초의 범국가적인 검열령이 발동하게 되었다. 자원 전쟁이 시작되어, 수 많은 중소 국가들이 파산되었고, 석유 수입을 중동에 의지하던 유럽은 중동의 유가 상승을 군사적 행동으로 대처함. 유럽-중동의 전쟁이 시작되었다. 많은 국가들이 유엔을 탈퇴하여, 2052년 7월 27일 공식 해체가 선포되었다.

- 2053년 : 볼트-텍(Vault-Tech)이 인공지능 컴퓨터 ZAX 1.0을 가동을 실시 하였다. 테러리스트에 의해 텔 아비브가 파괴되었다.

- 2054년 : 중동에서 몇 국가들간의 국지적 핵전쟁이 발생하였으며 전 세계가 핵전쟁의 공포에 떨었다. 전염병 확산과 핵전쟁의 공포 등으로 암울한 분위기에 잠겨 있는 동안 미 합중국은 전국에 걸쳐 방공호를 건설하는 프로젝트인 "세이프 하우스"를 발동시켰다. 이 프로젝트는 볼트-텍(Vault-Tech)이라는 기술-산업 회사가 이 프로젝트의 진행과 건설을 맡게 됨.

- 2060년 : 세계 유전이 모두 고갈되어 '교통'이라는게 사라짐. 더 이상 도시에서는 차가 다니지 않았다. 이를 타개하기 위해 대체 에너지를 사용하는 자동차의 개발 및 양산이 시급했지만 실질적 개발과 생산이 사용량에 한참 못 미쳤다. 한편 중동 유전의 고갈은 유럽-중동 전쟁이 종결되게 했다. 전쟁으로 인해 양측 모두 거의 폐허가 된 상태가 되었다.

- 2063년 : 볼트-텍사의 방공호 개발 계획 Vault들의 건설이 대부분 완료된다. 그러나 이 방공호들은 전국에 총 122개로, 개당 최대 1천명의 수용이 전부일 뿐이라 모든 인원 수용에는 턱없이 적었다. 그리고 방공호로 대피하는 시민훈련이 미국 전역에서 실시되기 시작하자 시민들은 곧 위험에 대해 무심, 무성의해지기 시작했다. 한편 제 13번 볼트는 건설 자재들의 문제로 완공이 늦춰졌다.

- 2069년: 드디어 마지막 볼트, 13번 볼트가 완공되었다. 하지만 지연된 완공 덕에 이 방공호에 자리를 예약한 사람들은 아직 대피 훈련의 경험이 적었다.

- 2070년 : 크라이슬러의 후신인 크라이슬루스 자동차 회사가 최초로 핵융합 자동차의 상용화에 성공하여 불티나게 팔기 시작했다. 하지만 크라이슬루스 사의 공장들 중 상당수는 이미 민간 차 대신 군수품 생산에 투입되고 있었기에 민간용 차량을 생산을 하기엔 턱없이 부족했다.

- 2077년: 대전쟁(The Great War)발발, 누가 먼저 시작했는지 알 수 없고 단추를 누른건 누군지 아무도 모른다. 한쪽이 쏘기 시작했고 이에 보복하는 폭탄이 터졌으며 수천발의 핵 미사일들이 하늘을 갈랐다. 이 날의 전 세계에 걸친 전쟁은 후에 '대전쟁(The Great War)'이라 불리게 된다. 누가 먼저 시작했는지 알 수 없지만 전쟁은 단 두 시간만에 끝났다. 한편 미국 내 방공호 '볼트(Vault)'에 예약한 12만 시민들 중 대부분은 이미 수백번 진행된 '대피 훈련' 때문에 이것도 훈련의 하나라 생각해 대피하지 않았다. 이로 인해 대부분의 볼트들은 정원에 한참 못미치는 숫자의 사람들만 받아들인 채 봉인된다.

## 줄거리
처음에 플레이어에게는 볼트의 물 공급이 바닥날 때까지 150일의 기한이 주어진다. 이 기한은 허브라는 상업도시에 있는 상인과 거래를 하여 볼트 13으로 물을 공급하면 100일 연장된다. 워터칩을 오버시어에게 가져다주면, 주인공에게 인류를 위협하는 슈퍼 뮤턴트 군대를 파괴하는 임무가 주어진다. 이 뮤턴트 군대의 마스터(리차드 그레이)는 사실 대전쟁(2077년의 핵전쟁) 전에 사용했던 강제 진화 바이러스(Forced Evolutionary Virus, FEV)를 발견했던 과학자였다. 그는 FEV 바이러스에 감염되어 끔찍하게 변형되었고, 이 바이러스를 이용해 모든 인간들을 슈퍼 뮤턴트로 변형시켜 더 이상적인 세계를 만들고자 했다. 플레이어는 슈퍼 뮤턴트 제작 기지를 파괴하고 성당에 위치한 마스터의 기지를 찾아내서 마스터를 대면하게 되고 그를 제거하게 된다.
플레이어가 게임상 500일 이내에 목표를 완료하지 않는 경우, 뮤턴트 군대는 볼트 13을 발견하고 그곳에 침공해 게임 오버가 된다. 플레이어가 상인에게 볼트 13의 위치를 밝힌 경우에는 시간 제한이 400일로 단축된다. 플레이어가 뮤턴트 군대에 들어가는데 동의하게 되어도 같은 컷씬이 나오게 된다.
마스터를 제거하는 데에도 여러 가지 방법이 있다. 그냥 죽일 수도 있고, 슈퍼 뮤턴트의 생물학적 결함을 마스터에게 폭로하여 그가 자결하고 성당을 자폭시키도록 할 수도 있다.
버전 1.1에서는 볼트 13에 대한 뮤턴트 침공 기한이 제거되면, 플레이어는 게임 속 세상을 시간에 관계없이 자유로이 탐험해 볼 수 있다.
플레이어가 마스터를 물리치거나 슈퍼 뮤턴트 군사 기지를 파괴하는데 순서는 상관없다. 두 위협 모두 제거되었을 때, 플레이어가 볼트 13으로 돌아가는 컷씬이 나온다. 거기서 플레이어에게 오버시어는 주인공이 너무 많이 변했고 주인공의 복귀가 부정적인 역할 모델로서 볼트 시민에 영향을 미칠 거라 말했다. 그래서 결국 주인공은 이러한 업적에 보상도 받지 못하고 몇몇 볼트 시민들과 함께 황무지로 추방당하게 되었다. 비정규 엔딩(해당 플레이어가 "블러디 메스"특성이 있고, 게임 전반에 걸쳐 상당한 부정적 업보를 쌓았을 경우나 직접 행동을 할 경우 가능)은 오버시어가 주인공을 추방하려고 했을 때 그를 주인공이 쏴버리는 것이다.(이를 선택할 시에, 단 권총 한 방으로 사지가 토막나는 오버시어의 허약함을 알 수 있다.)

## 볼트
- 건설 배경

2053년 텔 아비브가 테러리스트의 핵공격으로 파괴되었고 미국 내에 테러리스트의 소행으로 의심되는(정부의 음모라고도 한다) 전염병 등으로 민심이 불안해진다. 세계적인 경제난에 늘어가는 이민자들의 입국을 감당하지 못한 미 정부는 국경을 봉쇄한다.
또한 자원을 확보하기 위한 중국과 미국의 갈등이 심해지자 국민들은 핵 공격에 대한 공포심이 극도로 심각해진다.
그 대응으로 미국 정부의 수주를 받은 볼텍(Vault-Tec)사는 미국 전역에 Safe-House 프로젝트의 일환으로 2054년 볼트 건설사업에 착수한다.
건설된 볼트의 숫자는 미국 정부의 기밀이었고 지금은 자료가 사라졌다. 2077년 세계 규모의 핵전쟁이 발발하기 전까지 건설되었다고 알려진 볼트는 122개의 볼트이고 이외에도 알려지지 않은 숫자의 개인용 볼트이 지어졌다고 한다. 볼텍이 미국에서만 볼트를 만들었는지 아니면 다국적 기업으로서 다른 나라에도 볼트를 만들었는지는 미국과 볼텍의 비밀 유지 규약 때문에 알려지지 않았다.
당시 인구는 4억에 달했는데 이를 모두 수용하기 위해서는 볼트 13 규모의 볼트가 40만개 정도 필요했다. 부족한 숫자의 볼트 밖에 지어지지 않은 까닭은 사실 정부와 볼텍이 실제 핵전쟁이 일어날 것이라고 믿지 않았기 때문이다. 볼트가 지어진 실제 이유는 선택된 일부의 사람들이 고립으로 말미암은 스트레스에 어떻게 반응하는지 그리고 볼트가 열린 후에 얼마나 성공적으로 다시 땅에 정착하는가를 알기 위한 실험을 진행하기 위해서였다.
"사회보존 프로그램"이라고 알려진 이 실험들은 대전쟁 후 미국 정부의 후예격인 엔클레이브(Enclave)가 이용하게 된다. 122개의 알려진 볼트 중 17개만이 대조군으로서 원래 취지에 맞게 만들어졌다. 다른 모든 볼트는 한 가지씩의 실험을 수행하였으며, 그 내용은 일반적으로 볼트의 특정 시스템이 오작동하도록 설계하거나, 볼트 내의 오락거리를 없애거나, 방사능을 누출시키는 등 볼트 내부를 일부러 적절치 않은 환경으로 만든 후, 수용된 볼트 거주민들을 관찰하기 위한 것이었다.

## 조직
- 브라더후드 오브 스틸
- 묵시록의 추종자
- 슈퍼 뮤턴트 군대
- 레이더
- 거너
- ncr

## 평가
| 통합 점수      | 통합 점수 |
| 통합사         | 점수      |
| -------------- | --------- |
| 메타크리틱     | 89/100    |
| 평론 점수      |           |
| 평론사         | 점수      |
| 올게임         | [ 4 ]     |
| 게임 레볼루션  | A- (Mac)  |
| 게임프로       | 4.5/별    |
| 게임스팟       | 8.7/10    |
| PC 게이머 (US) | 90/100    |
| PC 존          | 91/100    |
| Strategy Plus  | [ 8 ]     |

| 수상                         | 수상                                 |
| 평론사                       | 수상                                 |
| ---------------------------- | ------------------------------------ |
| GameSpot                     | RPG of the Year (1997)               |
| Computer Gaming World        | Role-Playing Game of the Year (1998) |
| Computer Games Strategy Plus | Role-Playing Game of the Year        |

| 위키데이터에서 편집하기 |
| ----------------------- |